# بانجی جامپینگ خودشان
بانجی جامپینگ خودشان (انگلیسی: Bungee Jumping of Their Own; کره‌ای: 번지점프를 하다) یک فیلم محصول سال ۲۰۰۱ کره جنوبی با بازی لی بیونگ هون، لی اون جو و یو هیون سو است. این فیلم تعداد ۹۴۷٬۰۰۰ بلیت فروخت و دهمین فیلم پربازدید آن سال شد.

## بازیگران
- لی بیونگ هون در نقش سو این وو
- لی اون جو در نقش این ته هی
- یو هیون سو در نقش ایم هیون بین
- هونگ سو-هیون در نقش یو هه سو
- لی بوم-سو در نقش لی ده گون
- جون می-سون در نقش همسر این وو
- نام گونگ مین در نقش کیم سونگ چول